# Felsőcsatár
Felsőcsatár (Duits: Oberschilding) is een plaats (község) en gemeente in het Hongaarse comitaat Vas. Felsőcsatár telt 474 inwoners (2001).